# Hundra svenska år
Hundra svenska år är en dokumentär-TV-serie, producerad av Olle Häger och redigerad av Kjell Tunegård med Hans Villius som berättare. Serien består av åtta avsnitt, som vart och ett berättar Sveriges historia under 1900-talet ur ett särskilt perspektiv. Den visades ursprungligen i SVT2 från 14 september till 2 november 1999.

## Produktion
Under 1990-talet började SVT leta efter personer att intervjua. Mellan 5 april 1997 och 28 november 1998 sändes Efterlysningen i SVT, där man visade arkivfilmer och frågade om någon tittare var med i arkivfilmerna.

## Handling
I varje avsnitt visas för ämnet aktuella filmklipp, varvade med intervjuer av olika personer, som var med vid den tid som behandlas och som berättar minnen från den. På filmklippen från de tidigaste delarna av seklet, som från början inte innehåller något ljud, har man lagt på ljud, som skulle kunna passa in (exempelvis sorlande röster och ljudet av marscherande fötter vid bilder av ett första majtåg).

## Vinjett
Seriens vinjett börjar med ett animerat ångloks-draget tåg, som åker rakt in i en svensk-norsk unionsflagga (både tåget och flaggan är representativa för år 1900). Därefter får man se en kavalkad av kronologiskt uppspelade filmklipp, med ljud, samtidigt som det årtal de kommer ifrån visas i bild. Vinjetten avslutas med att flaggan återkommer, men nu är en modern svensk flagga och att ett tåg kommer åkande ut ur den, men nu är ett X2000-tåg istället (både flaggan och tåget är representativa för år 1999). När tåget har försvunnet visas texten "HUNDRA SVENSKA ÅR" i vitt framför flaggan, med Tre kronor ovanför H:et. I bakgrunden spelas hela tiden en för serien specialkomponerad titelmelodi av Hans Arnbom.

## Avsnitt
| Titel                                       | Sändningsdatum    | Tema                    |
| ------------------------------------------- | ----------------- | ----------------------- |
| Folkhemmet tur och retur                    | 14 september 1999 | Svensk inrikespolitik   |
| Kjolarna, hattarna och lite Watzins Keratin | 21 september 1999 | Modet                   |
| I ditt anletes svett                        | 28 september 1999 | Arbetsmarknaden         |
| De gamla och kloka må le, fallera           | 5 oktober 1999    | Barn                    |
| Jag har varit med om allt som blivit nytt   | 12 oktober 1999   | Teknikutvecklingen      |
| Nu har jag kastat min blå overall           | 19 oktober 1999   | Fritidsliv              |
| Å, dyre prins                               | 26 oktober 1999   | Monarkin i Sverige      |
| Vi och världen                              | 2 november 1999   | Sveriges utrikespolitik |

## Hemvideoutgivningar
Serien utgavs 1999 på både VHS (4 band) och 2005 på DVD (hela serien på 1 skiva). Som extramaterial på DVD:n finns bonusintervjuer (ytterligare några intervjuer med olika personer, som inte kom med i själva serien), filmografier för Olle Häger, Hans Villius och redigeraren Kjell Tunegård samt klipp med Villius felsägningar från andra produktioner, som han och Häger har gjort.

## Datorspel
Serien har även gjorts till datorspel för Windows som utkom 1999. I detta befinner man sig i ett tiovåningshus och skall svara på olika frågor om det svenska 1900-talet. Varje våning motsvarar ett årtionde. För att ta sig upp till nästa våning kan man välja mellan ett 20-tal olika hissar, som var och en representerar olika ämnen. För att få åka upp med den hiss man har valt måste man svara rätt på en fråga inom det ämne den representerar. Svarar man fel får man åka ner en våning och kan inte längre ta sig upp med just den hissen. På varje våning finns olika föremål, som kan utgöra en ledtråd till någon av alla frågor. Målet är att ta sig upp till den översta våningen, där man får se en utställning över de föremål, som man har sett under färdens gång och då får lite mer utförlig information om dem.

### Fotnoter
1. ↑  ”SVT, SVT2 1999-09-14”. Svensk mediedatabas. 14 september 1999. https://smdb.kb.se/catalog/id/001752730. Läst 18 juli 2011.
2. ↑  ”SVT, SVT2 1999-11-02”. Svensk mediedatabas. 2 november 1999. https://smdb.kb.se/catalog/id/001753308. Läst 18 juli 2011.
3. ↑  ”SVT, SVT1 1997-04-05”. Svensk mediedatabas. 5 april 1997. https://smdb.kb.se/catalog/id/001742098. Läst 18 juli 2011.
4. ↑  ”SVT, SVT2 1998-11-28”. Svensk mediedatabas. 28 november 1998. https://smdb.kb.se/catalog/id/001749933. Läst 18 juli 2011.
5. ↑  ”I ditt anletes svett ; Jag har varit med om allt som blivit nytt”. Svensk mediedatabas. 9 maj 1999. https://smdb.kb.se/catalog/id/001422472. Läst 18 juli 2011.
6. ↑  ”Kjolarna, hattarna och lite Watzins keratin ; Å, dyre prins”. Svensk mediedatabas. 9 maj 1999. https://smdb.kb.se/catalog/id/001422473. Läst 18 juli 2011.
7. ↑  ”De gamla och kloka må le, fallera ; Nu har jag kastat min blå overall”. Svensk mediedatabas. 9 maj 1999. https://smdb.kb.se/catalog/id/001422474. Läst 18 juli 2011.
8. ↑  ”Hundra svenska år”. Svensk mediedatabas. 9 maj 1999. https://smdb.kb.se/catalog/id/001422898. Läst 18 juli 2011.
9. ↑  ”Hundra svenska år”. Svensk mediedatabas. 9 maj 2005. https://smdb.kb.se/catalog/id/002014241. Läst 18 juli 2011.
10. ↑  http://wwwc.aftonbladet.se/it/spel/spel_h.html
11. ↑  https://web.archive.org/web/20100812070621/http://www.av-media.se/pdf/katalog/Datalaromedel.pdf
12. ↑  ”Hundra svenska år”. Svensk mediedatabas. 9 maj 1999. http://smdb.kb.se/catalog/id/001438273. Läst 18 juli 2011.